# East of Scotland Championships 2020
Die East of Scotland Championships 2020 im Badminton fanden vom 7. bis zum 8. März 2020 in Edinburgh statt.

## Sieger und Platzierte
| Disziplin    | Gold                             | Silber                          | Bronze                         |
| ------------ | -------------------------------- | ------------------------------- | ------------------------------ |
| Herreneinzel | Callum Smith                     | Danny Robson                    | Harry Mobey                    |
| Herreneinzel | Callum Smith                     | Danny Robson                    | Sameer Aamir                   |
| Dameneinzel  | Basia Grodynska                  | Rachel Cameron                  | Alice Campbell                 |
| Dameneinzel  | Basia Grodynska                  | Rachel Cameron                  | Megan Munro                    |
| Herrendoppel | Alexander Dunn Robert Dunn       | Jack Macgregor Adam Pringle     | Alistair Gordon Mark Leith     |
| Herrendoppel | Alexander Dunn Robert Dunn       | Jack Macgregor Adam Pringle     | Jamie Gunn Danny Robson        |
| Damendoppel  | Caitlin Pringle Sarah Sidebottom | Rachel Cameron Alice Campbell   | -                              |
| Mixed        | Robert Dunn Caitlin Pringle      | Alexander Dunn Sarah Sidebottom | Michael Mcguire Alice Campbell |
| Mixed        | Robert Dunn Caitlin Pringle      | Alexander Dunn Sarah Sidebottom | Kenneth Cheung Jodie Harris    |